# Єлизаров Михайло Юрійович
Миха́йло Ю́рійович Єлиза́ров (рос. Михаил Юрьевич Елизаров; *28 січня 1973, Івано-Франківськ) — російський письменник.
Михайло Єлизаров народився в Івано-Франківську у родині лікаря та інженера. У 1982 році його родина переїхала до Харкова, де письменник мешкав до 1992 року. Тут він закінчив філологічний факультет Харківського університету (вечірнє відділення), музичну школу (клас оперного вокалу). Працював у кількох місцевих газетах, Літературну діяльність почав як поет. З 2001 р. переїхав до Ганноверу, де вчився в кіношколі на телережисера. Паралельно працював режисером, оператором. Останні роки проживає у Москві. Одружений, має доньку.
2001 року у видавництві «Ad Marginem» вийшла новелла Єлизарова «Ногти», який відразу привернув увагу до автора критики і читачів. Наступна книжка Єлізарова, роман «Pasternak» вийшла в «Ad Marginem» 2003 року. Далі було надруковано збірку оповідань «Красная пленка». Перший великий роман «Библиотекарь» вийшов у світ 2007 року, а 2008 року — нова збірка оповідань «Кубики». 2008 року роман «Библиотекарь» отримав російську літературну премію «Русский Букер».
У 2023 році внесений до бази «Миротворець».

### Інтерв'ю
- Радикальный «Библиотекарь» // «ШО», № 6, 2008
- Прекрасен наш Союз [Архівовано 10 березня 2019 у Wayback Machine.] // «Rolling Stone», № 39, 19 листопада 2007 року
- Михаил Елизаров: «В чернуху не играю…» // «Завтра», № 44(728), 31 жовтня 2007 року
- Ex Libris // «Harper's Bazaar», вересень 2007 року
- Фотоаппарат Елизарова // «Афиша Днепропетровска», 2007 рік
- Інтерв'ю Московському будинку книг[недоступне посилання з червня 2019]

### Рецензії
- Наринська А. Муки тошнотворчества [Архівовано 5 жовтня 2008 у Wayback Machine.] // Коммерсантъ-Власть, № 37(790), 22 вересня 2008
- Наринська А. Союз негасимый // Коммерсантъ, № 118/П (3694), 9 липня 2007
- Плач о семикопеечном счастье // Независимая газета, 27 грудня 2007
- Код Союза // Эксперт, 2 липня 2007